# Nuraška civilizacija
Nuraška civilizacija, znana tudi kot nuraška kultura, je nastala na sredozemskem otoku Sardinija v Italiji v bronasti dobi. Po tradicionalni teoriji, ki jo je predstavil Giovanni Lilliu leta 1966, se je razvila po večkratnih preselitvah ljudi iz zahoda, povezanih s kulturo zvončastih čaš, ki so osvojili in uničili lokalne bakrenodobne kulture; drugi učenjaki namesto tega domnevajo avtohtoni izvor. Trajalo je od 18. stoletja pr. n. št. (srednja bronasta doba) ali od 23. stoletja pr. n. št., do rimske kolonizacije leta 238 pr. n. št.. Drugi datirajo, da je kultura trajala vsaj do 2. stoletja našega štetja in na nekaterih območjih, in sicer Barbagia, do 6. stoletja našega štetja ali morda celo do 11. stoletja našega štetja.
Pridevnik Nuragic ni niti avtonim niti etnonim. Izhaja iz najbolj značilnega spomenika otoka, nuragi, tipa stolpa-trdnjave, ki so jih starodavni Sardinci gradili v velikem številu od približno leta 1800 pred našim štetjem. Danes je več kot 7000 nuragov posejanih po sardinski pokrajini.
O tej civilizaciji niso odkrili nobenih pisnih zapisov, razen nekaj možnih kratkih epigrafskih dokumentov, ki pripadajo zadnji stopnji nuraške civilizacije. Edini pisni podatek tam prihaja iz klasične literature Grkov in Rimljanov in se lahko šteje za bolj mitičnega kot zgodovinskega.

## Zgodovina

### Prednuraška Sardinija
V kameni dobi so otok najprej naselili ljudje, ki so nanj prispeli v paleolitiku in neolitiku iz Evrope in Sredozemlja. Najstarejše naselbine so odkrili v osrednji in severni Sardiniji (Anglona). Na otoku se je razvilo več poznejših kultur, na primer kultura Ozieri (3200−2700 pr. n. št.). Gospodarstvo je temeljilo na poljedelstvu, živinoreji, ribištvu in trgovanju s celino. Z razmahom metalurgije so se na otoku pojavili tudi srebrni in bakreni predmeti ter orožje.:16 Leta 2014 je bila Sardinija v zgodnji bakreni dobi opredeljena kot eno najzgodnejših središč pridobivanja srebra na svetu. To se je zgodilo v 4. tisočletju pr. n. št.
Ostanki iz tega obdobja vključujejo na stotine menhirjev (imenovanih perdas fittas) in dolmenov, več kot 2400 hipogejskih grobnic, imenovanih Domus de Janas, kipe menhirjev, ki predstavljajo bojevnike ali ženske figure, in stopničasto piramido Monte d'Accoddi blizu Sassarija, ki kažejo nekaj podobnosti z monumentalnim kompleksom Los Millares (Andaluzija) in poznejšimi talaioti na Balearskih otokih. Po mnenju nekaterih učenjakov je podobnost med to strukturo in tistimi, najdenimi v Mezopotamiji, posledica kulturnih pritokov, ki prihajajo iz vzhodnega Sredozemlja.
Oltar Monte d'Accoddi je izginil iz uporabe od leta 2000 pred našim štetjem, ko se je na otoku pojavila kultura zvončastih čaš, ki je bila takrat razširjena skoraj po vsej zahodni Evropi. Na Sardinijo so prispeli iz dveh različnih regij: prvič iz Španije in južne Francije ter drugič iz srednje Evrope prek italijanskega polotoka.

### Nuraško obdobje

#### Zgodnja bronasta doba
Kultura Bonnanaro je bila zadnja evolucija kulture zvončastih čaš na Sardiniji (okoli 1800–1600 pr. n. št.) in je pokazala več podobnosti s sodobno kulturo Polada v severni Italiji. Ti dve kulturi sta imeli skupne značilnosti v materialni kulturi, kot je neokrašena keramika z ročaji v obliki sekire. Ti vplivi so se morda razširili na Sardinijo prek Korzike, kjer so absorbirali nove arhitekturne tehnike (kot je kiklopsko zidarstvo), ki so bile že razširjene na otoku. Takrat so na otok prispela nova ljudstva, ki so prišla s celine in s seboj prinesla nove verske filozofije, nove tehnologije in nove načine življenja, zaradi česar so prejšnje zastarele ali jih na novo interpretirale.:25–27
Morda je zaradi dražljajev in modelov (in - zakaj ne? - kakšne kaplje krvi) iz srednjeevropskega in polada-ronskega območja kultura Bonnanaro I. udarila v znano in producirala v koraku z krat. ... Iz na splošno strogega, praktičnega značaja in bistvenosti materialne opreme (zlasti pri keramiki brez kakršnega koli okrasja) razberemo naravo in bojevitost prišlekov ter konfliktni zagon, ki ga dajejo življenju na otoku. To potrjuje prisotnost kamnitega in kovinskega orožja (baker in bron). Kovina se širi tudi v predmetih uporabe (bakrena in bronasta šila) in okrasnih predmetih (bronasti prstani in srebrna folija) ... Zdi se, da se čuti padec ideologij starega prednuragičnega sveta, ki ustreza novi zgodovinski prelomnici.— Giovanni Lilliu, La civiltà dei Sardi, p. 362, La civiltà nuragica pp. 25-27
Razširjena difuzija brona je prinesla številne izboljšave. Z novo zlitino bakra in kositra (oz. arzena) je bila pridobljena trša in odpornejša kovina, primerna za izdelavo orodij v poljedelstvu, lovu in vojskovanju. V poznejšo fazo tega obdobja (Bonnanaro A2) verjetno datira izgradnjo tako imenovanih proto-nuragov, platformi podobne strukture, ki označuje prvo fazo nuraške dobe. Te zgradbe se zelo razlikujejo od klasičnih nuragov z nepravilno planimetrijo in zelo čokatim videzom. Večji so v osrednjem zahodnem delu Sardinije, kasneje so se razširili po celem otoku.

#### Srednja in pozna bronasta doba
Iz sredine 2. tisočletja pr. n. št. so nuragi, ki so se razvili iz prejšnjih proto-nuragov, megalitski stolpi z obliko prisekanega stožca; vsak nuraški stolp je imel vsaj notranjo tolos komoro in največji stolpi so lahko imeli do tri nameščene tolos komore. Razširjeni so po vsej Sardiniji, približno en nuragi na vsake tri kvadratne kilometre.
Zgodnji grški zgodovinarji in geografi so ugibali o skrivnostnih nuragijih in njihovih graditeljih. Opisali so prisotnost čudovitih zgradb, imenovanih daidaleia, po imenu Dedal, ki se je po izgradnji svojega labirinta na Kreti preselil na Sicilijo in nato na Sardinijo. Sodobne teorije o njihovi uporabi so vključevale družbene, vojaške, verske ali astronomske vloge, kot peči ali kot grobnice. Čeprav je vprašanje že dolgo sporno med učenjaki, je sodobno soglasje, da so bili zgrajeni kot obrambna domača mesta, kar je vključevalo hleve in silose.
V drugi polovici 2. tisočletja pr. n. št. so arheološke študije dokazale naraščajočo velikost naselij, zgrajenih okoli nekaterih od teh struktur, ki so bile pogosto na vrhu hribov. Morda iz zaščitnih razlogov so prvotnim stolpom dodali nove, povezane z obzidjem z režami, ki tvorijo kompleksno nurage.
Med najbolj znanimi od številnih obstoječih nuragov so Su Nuraxi v Baruminiju, Santu Antine v Torralbi, Nuraghe Losa v Abbasanta, Nuraghe Palmavera v Alghero, Nuraghe Genna Maria v Villanovaforru, Nuraghe Seruci v Gonnesi in Arrubiu v Orroliju. Največji nuragi, kot je Nuraghe Arrubiu, bi lahko dosegel višino približno 25–30 metrov in bi lahko bil sestavljen iz 5 glavnih stolpov, zaščitenih z več plastmi obzidja, skupaj na desetine dodatnih stolpov. Predlagano je bilo, da nekatere sedanje sardinske vasi izvirajo neposredno iz nuraških vasi, vključno z morda tistimi, ki vsebujejo koren Nur-/Nor- v svojem imenu, kot so Nurachi, Nuraminis, Nurri, Nurallao in Noragugume.
Kmalu so na Sardiniji, deželi, bogati z rudniki, predvsem bakra in svinca, zgradili številne peči za proizvodnjo zlitin, s katerimi se je trgovalo po Sredozemlju. Ljudje so postali kvalificirani kovinarji; bili so med glavnimi proizvajalci kovin v Evropi in izdelovali široko paleto bronastih predmetov. Novo orožje, kot so meči, bodala in sekire, je bilo pred svedri, žebljički, prstani, zapestnicami, kipci in votivnimi čolni, ki kažejo tesno povezanost z morjem. Kositer je morda privabil trgovce iz bronaste dobe iz Egejskega morja, kjer je na voljo baker, vendar je kositer za izdelavo brona redek. Prva preverljiva talilna žlindra je prišla na dan, njen videz v zakladu starodavnega kositra potrjuje lokalno taljenje in ulivanje.
Običajno navedeni viri in trgovina s kositrom v starih časih so tisti na Iberskem polotoku ali iz Cornwalla. Trgi so vključevali civilizacije, ki so živele v regijah z revnimi kovinskimi viri, kot so mikenska civilizacija, Ciper in Kreta ter Iberski polotok, kar lahko pojasni kulturne podobnosti med njimi in Nuraško civilizacijo ter prisotnost na nuraških najdiščih poznega časa. Bronastodobna mikenska, zahodna in osrednja kretska in ciprska keramika, pa tudi lokalno izdelane replike, skoncentrirane na pol ducata najdb, za katera se zdi, da so delovale kot 'prehodne skupnosti'.

#### Povezava ljudstvi z morja
Pozna bronasta doba (14.–13.–12. stoletje pr. n. št.) je zaznamovala obsežno preseljevanje tako imenovanih morskih ljudstev, opisanih v staroegipčanskih virih. Uničili so mikenska in hetitska mesta ter napadli tudi Egipt. Po mnenju Giovannija Ugasa naj bi Sherden, eno najpomembnejših plemen morskih ljudstev, identificirali z nuraškimi Sardinci. To identifikacijo so podprli tudi Antonio Taramelli, Vere Gordon Childe, Sebastiano Tusa, Vassos Karageorghis in Carlos Roberto Zorea z Univerze Complutense v Madridu.
Druga hipoteza je, da so na otok prišli okoli 13. ali 12. stoletja po neuspešnem vdoru v Egipt; vendar te teorije ostajajo sporne. Simonid iz Ceosa in Plutarh sta govorila o napadih Sardincev na otok Kreto v istem obdobju, ko so morski ljudje vdrli v Egipt. To bi vsaj potrdilo, da so nuraški Sardinci pogosto obiskovali vzhodno Sredozemsko morje. Nadaljnji dokazi prihajajo iz nuragške keramike iz 13. stoletja, najdene v Tirinsu, Kommosu, Kokkinokremnosu, Hala Sultan Tekkeju, Minet el-Beidi in na Siciliji, v Lipariju in v Agrigentu, območju vzdolž morske poti, ki povezuje zahodno in vzhodno Sredozemlje; keramiko, podobno tistim iz Sardinije iz pozne bronaste dobe, so našli tudi v egipčanskem pristanišču Marsa Matruh.
Arheolog Adam Zertal je predlagal, da je Harosheth Haggoyim iz Izraela, dom svetopisemske osebnosti Sisera, mogoče identificirati z mestom El-Ahwat in da je bilo nuraško najdišče, kar nakazuje, da je prišel iz ljudstva Sherden na Sardiniji. Vplive nuraške arhitekture v El-Ahwatu je opazil tudi Bar Shay z Univerze v Haifi.

#### Železna doba
Arheologi tradicionalno opredeljujejo nuraško fazo v razponu od 900 pr. n. št. do 500 pr. n. št. (železna doba) kot obdobje aristokracije. Proizvajala se je fina keramika, vedno bolj dovršeno orodje in kakovost orožja je rasla. Z razcvetom trgovine so se metalurški izdelki in drugo industrijsko blago izvažali v vse kotičke Sredozemlja, od Bližnjega vzhoda do Španije in Atlantika. Število koč v vaseh se je povečalo in na splošno je prišlo do velikega porasta prebivalstva. Gradnja nuragov se je ustavila, saj so bili mnogi zapuščeni ali delno razstavljeni od leta 1150 pr. n. št. in posamezne grobnice so nadomestile skupne pokope (Grobnice velikanov). Po mnenju arheologa Giovannija Lilliua je bil pravi preboj tega obdobja politična organizacija, ki se je vrtela okoli vaškega parlamenta, sestavljenega iz poglavarjev in najvplivnejših ljudi, ki so se zbirali, da bi razpravljali o najpomembnejših vprašanjih.

### Kartažansko in rimsko osvajanje
Okoli leta 900 pr. n. št. so Feničani začeli vse pogosteje obiskovati Sardinijo. Najpogostejša pristanišča so bila Caralis, Nora, Bitia, Sulci, Tharros, Bosa in Olbia. Rimski zgodovinar Justin opisuje kartažansko ekspedicijo, ki jo je leta 540 pred našim štetjem vodil Malh proti še vedno močno nuraški Sardiniji. Odprava ni uspela in to je povzročilo politično revolucijo v Kartagini, iz katere je izšel Mago. Leta 509 pr. n. št. je začel še eno ekspedicijo proti otoku, potem ko so Sardinci napadli obalna mesta Feničanov. Po mnenju Piera Bartolonija je bila Kartagina tista, ki je napadla feničanska mesta na obali, ne pa domorodci, ki so v teh mestih živeli s Feničani, saj je domneval, da so uničena feničanska mesta, kot sta Sulcis ali Monte Sirai, naseljena večinoma z domorodnimi Sardinci.
Kartažani so po številnih vojaških pohodih, v katerih je Mago umrl in ga je zamenjal njegov brat Hamilcar, premagali Sardince in osvojili obalno Sardinijo, Iglesiente z rudniki in južne nižine. Nuraška kultura je morda preživela v gorski notranjosti otoka. Leta 238 pr. n. št. so od Rimljanov poraženi Kartažani v prvi punski vojni predali Sardinijo Rimu. Sardinija je skupaj s Korziko postala rimska provinca (Corsica et Sardinia), vendar grški geograf Strabon potrjuje preživetje nurašske kulture v notranjosti otoka tudi v času cesarstva.

## Družba
Religija je imela močno vlogo v nuraški družbi, kar je znanstvenike pripeljalo do hipoteze, da je bila nuraška civilizacija teokracija. Nekateri bronasti predmeti jasno prikazujejo figure poglavarjev-kraljev, ki jih je mogoče prepoznati po tem, da nosijo plašč in palico z vladarskim jabolkom. Upodobljeni so tudi drugi razredi, vključno z rudarji, obrtniki, glasbeniki, rokoborci (slednji so podobni tistim iz minojskih civilizacij) in številni bojevniki, zaradi česar so učenjaki razmišljali o vojni družbi z natančnimi vojaškimi delitvami (lokostrelci, pehota). Različne uniforme so lahko pripadale različnim kantonom ali klanom ali različnim vojaškim enotam. Duhovniško vlogo so morda opravljale ženske. Nekateri majhni bronasti izdelki dajejo tudi namige o nuraški osebni negi in modi. Ženske so na splošno imele dolge lase; moški so imeli na vsaki strani obraza dve dolgi kitki, medtem ko so bili njihovi lasje na glavi zelo kratko postriženi ali prekriti z usnjeno kapo.

### Vasi
Nuraška civilizacija je verjetno temeljila na klanih, od katerih je vsakega vodil poglavar, ki je prebival v kompleksu nuragi, z navadnimi ljudmi, ki so živeli v bližnjih vaseh v kamnitih okroglih hišah s slamnatimi strehami, podobnih sodobnim pinetam Barbagie pastirjev.
V pozni končni bronasti dobi in v fazah starejše železne dobe so bile hiše zgrajene s kompleksnejšim tlorisom, z več prostori, pogosto postavljenimi okoli dvorišča; v nuraškem naselju Sant'Imbenia, ki je ob obali, nekatere strukture niso bile uporabljene za bivanje, ampak za shranjevanje plemenitih kovin, hrane in drugega blaga, zgrajene pa so bile okoli ogromnega trga, ki ga arheologi razlagajo kot tržnico. Gradnja pravokotnih hiš in struktur, zgrajenih iz posušene opeke, je na nekaterih najdiščih po otoku potrjena že od pozne bronaste dobe.
Upravljanje z vodo je bilo bistvenega pomena za Nurage, najbolj zapleteni so imeli vsaj vodnjak; Nuraghe Arrubiu je na primer predstavil zapleteno hidravlično naprao za drenažo vode. Še en dokaz nuraškega poguma pri ustvarjanju hidravličnih naprav je akvadukt Gremanu, edini doslej znani nuraški akvadukt.
V zadnji fazi bronaste dobe in zgodnje železne dobe so se na Sardiniji razvile protourbane naselbine z odprtimi prostori, kot so tlakovani trgi in ulice, ter zgradbami, namenjenimi posebnim funkcijam, kot so kovinske delavnice, posamezne hiše pa so imele shrambo objektov in jih je oskrbovala infrastruktura.

### Plemena
V 2. tisočletju in v prvem delu 1. tisočletja pr. n. št. je Sardinijo naseljevala ena sama obsežna in enotna kulturna skupina, ki so jo predstavljali Nuragi. Stoletja kasneje rimski viri opisujejo otok kot poseljen s številnimi plemeni, ki so se postopoma kulturno zlivala. Vendar so ohranili svojo politično identiteto in plemena so se med seboj pogosto bojevala za nadzor nad najdragocenejšo zemljo. Med najpomembnejšimi omenjenimi nuraškimi populacijami so Balares, Corsi in Ilienses, pri čemer so slednji kljubovali procesu romanizacije in živeli v mestu, ki se je nekoč imenovalo Civitatas Barbarie (zdaj Barbagia).
- Iliense ali Iolaes (kasneje Diagesbes), ki so jih starodavni pisci identificirali kot grške koloniste, ki jih je vodil Iolaus (Heraklejev nečak), ali trojanske begunce, so živeli na tem, kar je danes osrednja in južna Sardinija. Grški zgodovinarji so tudi poročali, da so jih večkrat napadali Kartažani in Rimljani, vendar zaman.
- Balares so identificirali s kulturo zvončastih čaš. Živeli so v današnjih tradicionalnih pododdelkih Nurra, Coghinas in Limbara na Sardiniji. Verjetno so bili istega izvora, iz katerega izvira talajotska kultura Balearskih otokov.
- Corsi so živeli v Galluri in na Korziki. Ugotovljeno je bilo, da so potomci kulture Arzachena. Na južni Korziki se je v 2. tisočletju pred našim štetjem ob nuraški razvila torejska civilizacija.

### Jezik
Jezik ali jeziki, ki so se govorili na Sardiniji v bronasti dobi, niso znani, ker ni pisnih zapisov iz tega obdobja, čeprav nedavne raziskave kažejo, da je okoli 8. stoletja pred našim štetjem, v železni dobi, nuraško prebivalstvo morda sprejelo tip arhaične grške abecede, podoben tistemu, ki se uporablja na Evboji.
Po mnenju Eduarda Blasca Ferrerja je bil paleosardinski jezik podoben protobaskovščini in starodavni iberščini z rahlimi indoevropskimi sledmi, drugi pa menijo, da je bil soroden etruščanščini. Giovanni Ugas teoretizira, da so na nuragski Sardiniji dejansko obstajala različna jezikovna območja (dve ali več), morda predindoevropejci in indoevropejci.
Več učenjakov, med njimi Johannes Hubschmid, Max Leopold Wagner in Emidio De Felice, je na Sardiniji razlikovalo različne predrimske jezikovne substrate. Najstarejši, panmediteranski, razširjen na Pirenejskem polotoku, v Franciji, Italiji, na Sardiniji in v severni Afriki, drugi hispano-kavkaški substrat, ki bi pojasnil podobnosti med baskovščino in paleosardinščino in končno ligurski substrat.